# Кримка (Первомайський район)
Кри́мка — село в Україні, у Кам'яномостівській селищній громаді Первомайського району Миколаївської області. Населення становить 1204 особи.
Розташоване на лівому березі річки Кодими, за 17 км на південний захід від районного центру і найближчої залізничної станції Первомайськ-на-Бузі на лінії Борщі — Підгородня.

## Історія
Про давнє заселення місцевості, де знаходиться село, свідчить виявлене біля нього поселення епохи бронзи (2-ге тисячоліття до н. е.). В околицях Кримки знайдено також візантійську монету імператора Романа IV (1068—1071 рр.). У 2-й половині XVIII століття вздовж річки Кодими, на території, захопленій Кримським ханством, виникло декілька т. п. ханської (кримських) слободи, заснованої запоріжцями та пересиленцями з Правобережної України, з Молдавії, Росії.
Звідси й назва однієї з них — Кримка, уперше згадується в документах 1782 року. У 1791 році за Ясським мирним договором Кримка разом з іншими володіннями відійшла до Російської Імперії. У «Відомостях 4-х повітів, які складають новопридбану область від Оттоманської імперії і приєднану до Катеринославської губернії» Кримка згадана у 1792 році як казенне поселення зі 142 мешканцями. Двом селам — Кумарям і Кримці тоді було приписано 24 тис. десятини землі.
Жителі Кримки займалися переважно скотарством, велику частину землі відводили під сінокоси й пасовища. Із зернових сіяли ярову пшеницю. Крім того, вирощували тютюн, баштанні культури. На ярмарку в Ольвіополі продавали велику рогату худобу, коней, овець, шкіри, олію, овочі. Частина селян чумакувала.
У 90-х роках XVIII століття Кримка з 9 тис. десятини землі була подарована царським урядом одному з офіцерів, що брав участь в Російсько-турецькій війні 1787—1791 років, а на початку 1800 року стала власністю поміщиків Сабанських. Нові власники прагнули підвищити дохідність господарства шляхом посилення експлуатації селян. Кріпаки повинні були відпрацьовувати панщину по 3-4, а під час жнив і 5 днів в педелю.
З січня 1795 року Кримка входила до складу Богопольского повіту Вознесенського намісництва, з 1797 року — до Богопольскої волості Балтського повіту Подільської губернії. У селі у 1859 році налічувалося 195 дворів з 1193 мешканцями. З 1857 року тут діяла прихідська школа, у якій у рік відкриття навчалося 12 дітей.
Під час реформи 1861 року селянам Кримки, згідно зі статутною грамотою, виділили 2100 десятини землі (по 3—4 десятини на ревізьку душу), а в поміщика залишилося 7 тис. десятини. Поміщик відібрав у селян значну частину землі, якою вони користувалися до реформи. Тільки близько 25 відсотків селян отримали повні наділи; більшості ж дісталися т. з. дарчі душові наділи — по десятині на ревізьку душу. Селяни вийшли «на волю» пограбованими і вимушені були орендувати землю у поміщика.
У 1898 році мешканці Кримки і Іванівки орендували близько 500 десятини землі. Переважно тут була поширена т. зв. суборенда. Поміщик здавав землю великими ділянками по 4 крб за десятину орендареві, у якого селяни орендували її за третину урожаю і ще виплачували грошима по 1 крб за десятину орної землі і по 6—7 крб за десятину сінокосу і випасу. Ця «голодна оренда» розоряла селян. Частина їх батрачила, йшла на заробітки в міста.
Під час революції 1905—1907 років селяни Кримки відібрали у поміщика землю, худобу й інвентар. Для придушення цього виступу, що спалахнув у червні 1905 року, поміщик викликав солдатів, які жорстоко розправилися з селянами. Проте восени наступного року кримківські селяни самовільно вирубали поміщицький ліс.
З 1906 році в Кримці окрім церковноприходської функціонувала однокомплектна земська школа.

### Перша світова війна та Визвольні змагання
Скрутне становище селян посилила Перша світова війна, що почалася. Багато працездатних чоловіків було мобілізовано на фронт. Для потреб армії реквізували коней, робочу худобу. Це привело до занепаду більшості господарств: скоротилися посівні площі, знизилася врожайність. Різко підвищилися ціни на харчові продукти і господарські товари.
І після Лютневої революції 1917 року влада в селі деякий час зосереджувалася в руках старости, урядника і священника. У квітні на сільському сході був обраний земельний комітет у складі 20 осіб. Більшість в комітеті складали батраки, бідняки й середняки. Очолив його малоземельний селянин М. А. Ісайко.
У січні 1918 року розпочалася перша радянська окупація і створено місцеву раду селянських депутатів, головою якої став Л. А. Бачинський.
15 березня 1918 року село звільнили німецько-австрійські підрозділи. За гетьмана Павла Скоропадського було відновлено старі порядки, було повернуто поміщикові землю і майно.
У кінці 1918 року після вигнання німців в селі було встановлено владу Директорії Української Народної Республіки. Але 19 березня 1919 року більшовицький загін під командуванням Т. М. Гуляницького захопив владу у селі.
На початку вересня 1919 року в Кримку увірвалися денікінці. 4 лютого 1920 року частини 45-ї дивізії 14-ї армії під командуванням Й. Е. Якіра вибили з села білогвардійців. Створений тоді ж сільський ревком на початку квітня передав свої функції Раді, яка почала здійснювати закон Всеукрревкому від 5 лютого 1920 року про землю.
На початку червня 1920 року в селі створений комітет незаможних селян.
Після поразки у Визвольних змаганнях село надовго було окуповане більшовиками.
Після війни у селі відкрилась школа. У 1921 році — клуб.

### Колективізація
Після XV з'їзду ВКП(б) партійний осередок і сільрада вели широку роботу по колективізації господарювання. Літом 1929 року бідняцькі господарства села об'єдналися в комуну і ТОЗ. У 1929—1930 роках на базі комуни і ТОЗу виникли артілі «Червоний Перекоп», імені Ворошилова та імені 25 жовтня, що об'єднали 97 % сімей села. У лютому 1930 року загальні збори колгоспників ухвалили розкуркулити чотирьох місцевих заможних селян.
У тому ж році в селі на 300 гектарах землі, що належала лісництву, організовано господарство овочівника Одеського кооперативного союзу, де було 130 коней, 60 корів, 400 свиней і трактор. У 1936 році на базі цього господарства створений колгосп імені Будьонного.
Введення постійних посівних обертів і створення сортового посівного фонду, чому сприяла також робота трьох колгоспних хат-лабораторій, дали можливість покінчити із засміченістю полів в колгоспах. Виконуючи завдання третьої п'ятирічки по збільшенню виробництва зерна, селяни у 1940 році виростили й зібрали по 19 цнт зернових з гектара. У кінці 1940 року в колгоспах налічувалося 120 корів, 100 свиноматок, понад 400 овець. У 1939 і 1940 роках колгосп імені Будьонного і «Червоний Перекоп» були учасниками Всесоюзної сільськогосподарської виставки.
У 1941 році в Кримці проживало 1260 осіб. У селі працювала аптека, у кожному колгоспі були організовані дитячі ясла. У 1936 році відкрилася середня школа. У 1940/41 навчальному році в ній навчалося 350 учнів, працювало 26 учителів. Багато випускників школи після закінчення десятого класу продовжували навчання у вищих і середніх спеціальних закладах країни. У 1940/41 навчальному році у вищих навчальних закладах навчалося понад 30 кримчан.

### Німецько-радянська війна
Сотні жителів Кримки пішли на фронт з перших днів війни. Село Кримка під час румунської окупації входило до губернаторства Трансністрії.
У 1942—1943 роках в селі діяла підпільна організація спротиву «Партизанська іскра» під керівництвом директора місцевої школи Володимира Моргуненка. Підпільники придбали 2 радіоприймачі і друкарську машинку, завдяки чому мали змогу розповсюджувати новини Радінформбюро та листівки у селах Первомайського району: Кримці, Катеринці, Кумарах, Кам'яній Балці, Новоандріївці. Бойові підпільні групи були створені в усіх названих селах, очолювали їх колишні учні Володимира Степановича: Володя Вайсман, Поліна Лойченко, Дарина Дяченко, Надія Буревич. Партизани збирали зброю, боєприпаси, організовували саботаж, диверсії: перша військова операція була проведена іскрівцями на залізничній станції Кам'яний Міст — підірвали 2 ешелони: три десятки вагонів, чотири цистерни з паливом, півтора десятка платформ з автомашинами та тягачами, два паротяги. У червні 1942 року «Партизанська іскра» пустила під укіс неподалік від с. Кримка німецький військовий ешелон з 48 вагонів, платформ, завантажених воєнною технікою і боєприпасами, бензоцистерн з паливом.
Під час бойового завдання у ніч на 15 лютого 1943 року була арештована група з 10 партизанів, наступного дня — ще четверо. У ніч з 17 на 18 лютого 1943 року іскровці на чолі з Парфентієм Гречаним здійснили напад на жандармський пост, де знаходились арештовані товариші, і звільнили їх. Після цього почалися арешти членів підпілля, до кінця лютого усі члени «Партизанської іскри», у тому числі в В. С. Моргуненко, були арештовані. Після нелюдських тортур вранці 28 лютого 1943 року більшу частину підпільників було страчено. 1 березня був вбитий у перестрілці Парфентій Гречаний, а члени групи Дарини Дяченко, яких вивезли до Тираспольської в'язниці, були розстріляні 2 квітня 1944 року.
1 липня 1958 року Володимиру Степановичу Моргуненку, Парфентію Карповичу Гречаному, Дарії Григорівні Дяченко було присвоєно звання Героя Радянського Союзу.

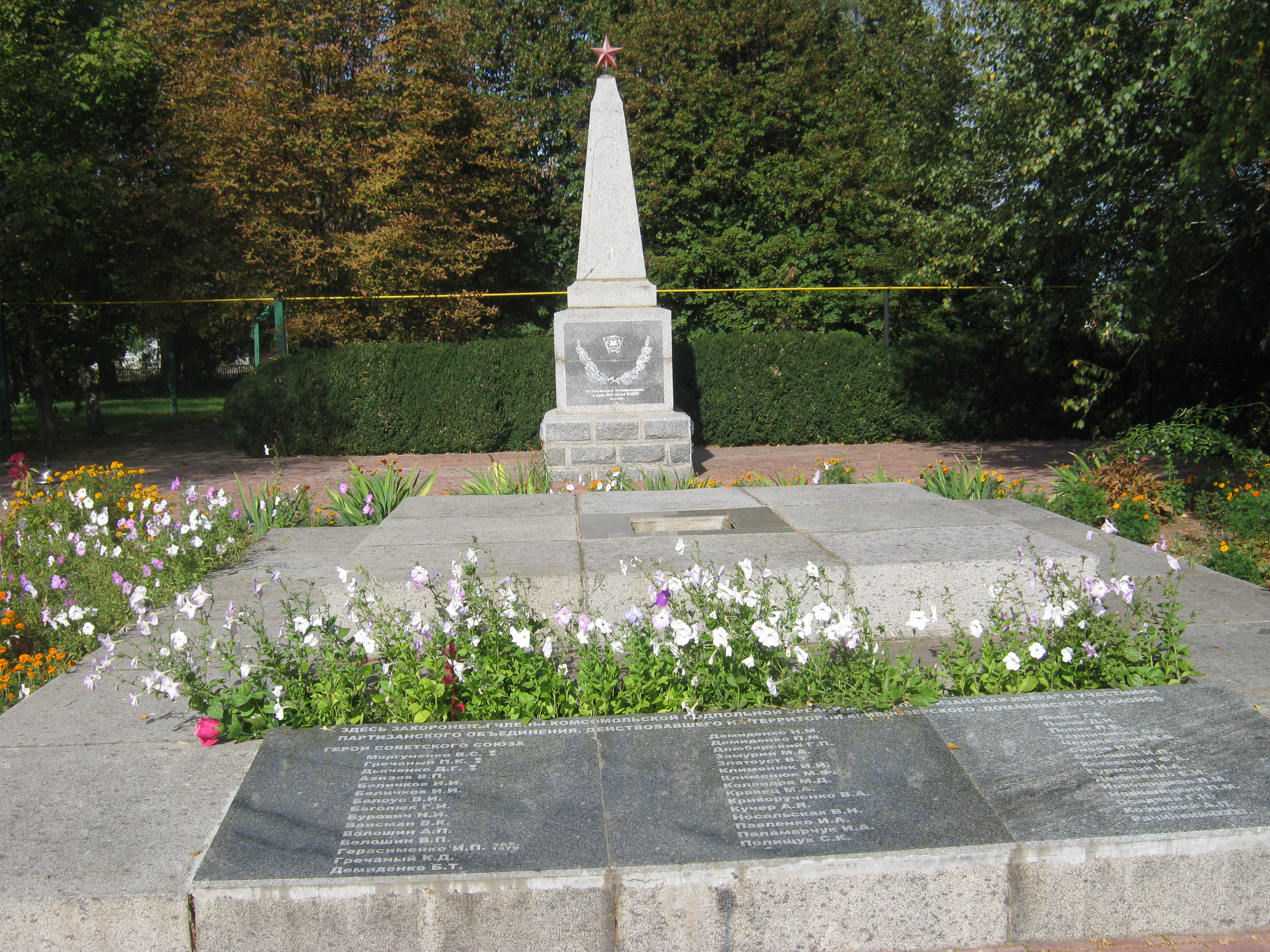
Братня могила підпільників
Музей Партизанської іскри

## Населення

### Мова
Розподіл населення за рідною мовою за даними перепису 2001 року:
| Мова       | Кількість | Відсоток |
| ---------- | --------- | -------- |
| українська | 1142      | 94.85%   |
| російська  | 55        | 4.57%    |
| румунська  | 3         | 0.25%    |
| білоруська | 2         | 0.17%    |
| вірменська | 1         | 0.08%    |
| болгарська | 1         | 0.08%    |
| Усього     | 1204      | 100%     |

## Персоналії
- Герасименко Іван Павлович (1925—1979) — український педагог, активний учасник «Партизанської іскри», письменник.

## Пам'ятки
- Кримка (метеорит) — метеорит, 21 січня 1946 року впав поблизу села.